# Canton d'Olargues
Le canton d'Olargues est une ancienne division administrative française située dans le département de l'Hérault, dans l'Arrondissement de Béziers.

## Historique
À la suite du redécoupage de 2014, ce canton a disparu et a été rattaché au canton de Saint-Pons-de-Thomières.

## Représentation

### Conseillers d'arrondissement (de 1833 à 1940)
Le canton d'Olargues avait deux conseillers d'arrondissement.
Il appartenait à l'arrondissement de Saint-Pons, jusqu'à sa disparition en 1926.
| Période                                  | Période      | Identité                          | Étiquette | Qualité |
| ---------------------------------------- | ------------ | --------------------------------- | --------- | --- |
| 1833                                     | 1839         | Pierre Étienne Auguste Jamme      |           | Médecin, conseiller municipal d'Olargues                                                                    |
| 1833                                     | 1848         | Jean Floréal Sabatier (1794-1871) |           | Notaire, maire de Roquebrun                                                                                 |
| 1839                                     | 1848         | Pierre Noël Moustelon (1797-1852) |           | Avocat à Saint-Pons, propriétaire à Roquebrun                                                               |
| 1848                                     | 1867         | Maurice Rouanet                   |           | Négociant à Saint-Pons                                                                                      |
| 1848                                     | 1864         | Alexandre Sèbe                    |           | Docteur-médecin à Olargues                                                                                  |
| 1864                                     | 1871         | Pierre-Jean Massot                |           | Propriétaire, maire de Mons                                                                                 |
| 1867                                     | 1871         | Jean-Baptiste Magloire Constans   |           | Juge de paix à Olargues                                                                                     |
| 1871                                     | 1874         | André Jules Bas de Cesso          | Droite    | Propriétaire à Bédarieux                                                                                    |
| 1871                                     | 1877         | Laurent Laissac                   |           | Maire d'Olargues                                                                                            |
| 1874                                     | 1880 (décès) | Gabriel Lognos (1819-1877)        |           | Propriétaire à Roquebrun                                                                                    |
| 1877                                     |              | Auguste Hortala                   |           | Maire de Mons                                                                                               |
|                                          |              |                                   |           | |
| 1919                                     | 1940         | Clément Fontès                    | Radical   | Maire de Saint-Vincent-d'Olargues                                                                           |
| 1919                                     | 1925         | Paulin Donnadieu                  |           | Instituteur, propriétaire à Cébazan                                                                         |
| 1925                                     | 1940         | Clément Delmas                    | SFIO      | Maire de Roquebrun                                                                                          |
| 1940                                     |              |                                   |           | Les conseils d'arrondissement ont été suspendus par la loi du 12 octobre 1940 et n'ont jamais été réactivés |
| Les données manquantes sont à compléter. |              |                                   |           | |

### Conseillers généraux de 1833 à 2015
| Période | Période      | Identité                                | Étiquette        | Qualité |
| ------- | ------------ | --------------------------------------- | ---------------- | --- |
| 1833    | 1851 (décès) | Pierre Martial Sabatier (1787-1851)     |                  | Avoué et avocat à Saint-Pons |
| 1852    | 1855         | Alexandre Vernazobres Lavit (1805-1865) |                  | Ancien maire de Bédarieux (1848-1852) |
| 1855    | 1871 (décès) | Joseph Sabatier (1799-1871)             |                  | Négociant, maire de Bédarieux (1866-1870) |
| 1871    | 1874         | Louis Adolphe Bourdel                   | Droite           | Professeur agrégé à la Faculté de médecine de Montpellier                                                                                             |
| 1874    | 1880         | André Jules Bas de Cesso (1816-1889)    | Droite           | Propriétaire à Bédarieux, conseiller d'arrondissement                                                                                                 |
| 1880    | 1913 (décès) | Alexandre Laissac                       | Républicain Rad. | Propriétaire, maire de Montpellier (1878-1897) Ancien conseiller d'arrondissement du canton de Montpellier-2 Président du Conseil Général (1895-1913) |
| 1913    | 1919         | siège vacant                            |                  | |
| 1919    | 1937 (décès) | Georges Boutté (1869-1937)              | Rad.             | Inspecteur d'assurances à Montpellier, propriétaire à Olargues                                                                                        |
| 1937    | 1940         | Joannès Martin                          | USR              | Conseiller municipal d'Olargues |
|         |              |                                         |                  | |
| 1945    | 1973 (décès) | Marcel Roger (1897-1973)                | DVG              | Viticulteur - Maire de Mons-la-Trivalle |
| 1973    | 1979         | Alain Cros                              | DVD              | Viticulteur Maire d'Olargues |
| 1979    | 2015         | Jean Arcas                              | PS               | Enseignant Maire d'Olargues depuis 1983 Président de la communauté de communes Orb-Jaur Vice-Président du Conseil Général                             |

## Composition
Le canton d'Olargues regroupait treize communes :
| Nom                      | Code Insee | Intercommunalité                                            | Superficie (km2) | Population (dernière pop. légale) | Densité (hab./km2) |
| ------------------------ | ---------- | ----------------------------------------------------------- | ---------------- | --------------------------------- | ------------------ |
| Olargues (chef-lieu)     | 34187      | CC du Minervois au Caroux                                   | 18,60            | 666 (2014)                        | 36                 |
| Berlou                   | 34030      | CC du Minervois au Caroux                                   | 11,34            | 201 (2014)                        | 18                 |
| Cambon-et-Salvergues     | 34046      | CC des Monts de Lacaune et de la Montagne du Haut Languedoc | 50,39            | 52 (2014)                         | 1                  |
| Colombières-sur-Orb      | 34080      | CC du Minervois au Caroux                                   | 8,11             | 471 (2014)                        | 58                 |
| Ferrières-Poussarou      | 34100      | CC du Minervois au Caroux                                   | 26,01            | 82 (2014)                         | 3,2                |
| Mons                     | 34160      | CC du Minervois au Caroux                                   | 22,32            | 580 (2014)                        | 26                 |
| Prémian                  | 34219      | CC du Minervois au Caroux                                   | 16,69            | 531 (2014)                        | 32                 |
| Roquebrun                | 34232      | CC du Minervois au Caroux                                   | 39,64            | 595 (2014)                        | 15                 |
| Saint-Étienne-d'Albagnan | 34250      | CC du Minervois au Caroux                                   | 22,70            | 326 (2014)                        | 14                 |
| Saint-Julien             | 34271      | CC du Minervois au Caroux                                   | 19,25            | 217 (2014)                        | 11                 |
| Saint-Martin-de-l'Arçon  | 34273      | CC du Minervois au Caroux                                   | 4,22             | 121 (2014)                        | 29                 |
| Saint-Vincent-d'Olargues | 34291      | CC du Minervois au Caroux                                   | 15,84            | 331 (2014)                        | 21                 |
| Vieussan                 | 34334      | CC du Minervois au Caroux                                   | 28,26            | 260 (2014)                        | 9,2                |

## Géographie
Le canton d'Olargues est un vaste territoire de 13 communes. Il s'étend de l'Espinouse à la plaine viticole. Il se situe dans la zone de moyenne montagne du Haut Languedoc formant ainsi les premiers contreforts du Massif central.
Le canton situé dans l'arrière pays biterrois forme avec les cantons voisins l'entité dite des Hauts cantons de l'Hérault.

## Territoire
Le canton est traversé par la rivière Agout au Nord (l'Agout prend naissance sur la commune de Cambon-et-Salvergues). La vallée est arrosée d'ouest en est par le Jaur qui traverse Prémian, Saint-Étienne-d'Albagnan, Saint-Vincent-d'Olargues (Julio), Olargues et Mons-la-Trivalle pour se jeter dans l'Orb à Tarassac. L'Orb après avoir traversé Colombières-sur-Orb, Mons-la-Trivalle rejoint Vieussan et Roquebrun pour se plonger dans la Mer Méditerranée à Valras-Plage.
Le canton a la particularité d'avoir sur son territoire le point culminant du département de l'Hérault sur la commune de Cambon-et-Salvergues (Mont de l'Espinouse, 1 126 m). Il est dominé par le Caroux, montagne de lumière.
Les communes situées au sud du canton à dominante viticole que sont Vieussan, Roquebrun et Berlou produisent des crus renommés classés AOC St-Chinian.
Les villages de la vallée que sont Colombières-sur-Orb, Saint-Martin-de-l'Arçon, Mons-la-Trivalle, Olargues, Saint-Étienne-d'Albagnan et Prémian sont traversés par l'ancienne route nationale 608 devenue la départementale 908. L'ancienne voie ferrée a été transformée en piste cyclable reliant Bédarieux à Courniou.
Les autres villages que sont Saint-Vincent-d'Olargues, Saint-Julien-d'Olargues et Cambon-et-Salvergues sont accrochés au flanc de l'Espinouse et ont la particularité d'être composés de hameaux.

## Démographie
Olargues devint chef-lieu de canton pendant la Révolution, titre que la ville a conservé depuis.
En 2009, le canton d'Olargues compte 4 254 habitants. La population du canton a augmenté de 8,6 % par rapport à 1975.
Olargues (571 habitants) et Roquebrun (576 habitants) sont les deux communes les plus peuplées alors que Ferrières-Poussarou est la moins peuplée (49 habitants).
| 1962  | 1968  | 1975  | 1982  | 1990  | 1999  | 2006  | 2011  | 2012  |
| ----- | ----- | ----- | ----- | ----- | ----- | ----- | ----- | ----- |
| 4 594 | 3 942 | 3 591 | 3 719 | 3 792 | 3 900 | 4 171 | 4 369 | 4 416 |

## À voir
- le site naturel des Gorges d'Héric et de Colombières
- le Caroux, montagne de lumière
- le lac du Saut de Vézoles
- le village d'Olargues classé parmi les plus beaux villages de France (Tour clocher, pont du Diable, centre multimédia, musée)
- le village de Roquebrun aussi appelé le Petit Nice de l'Hérault (jardin méditerranéen)
- le sanctuaire de Notre Dame de Trédos
- le calvaire de St Vincent d'Olargues
- le village de Vieussan
- le Prieuré de Saint-Julien

## La photo du canton

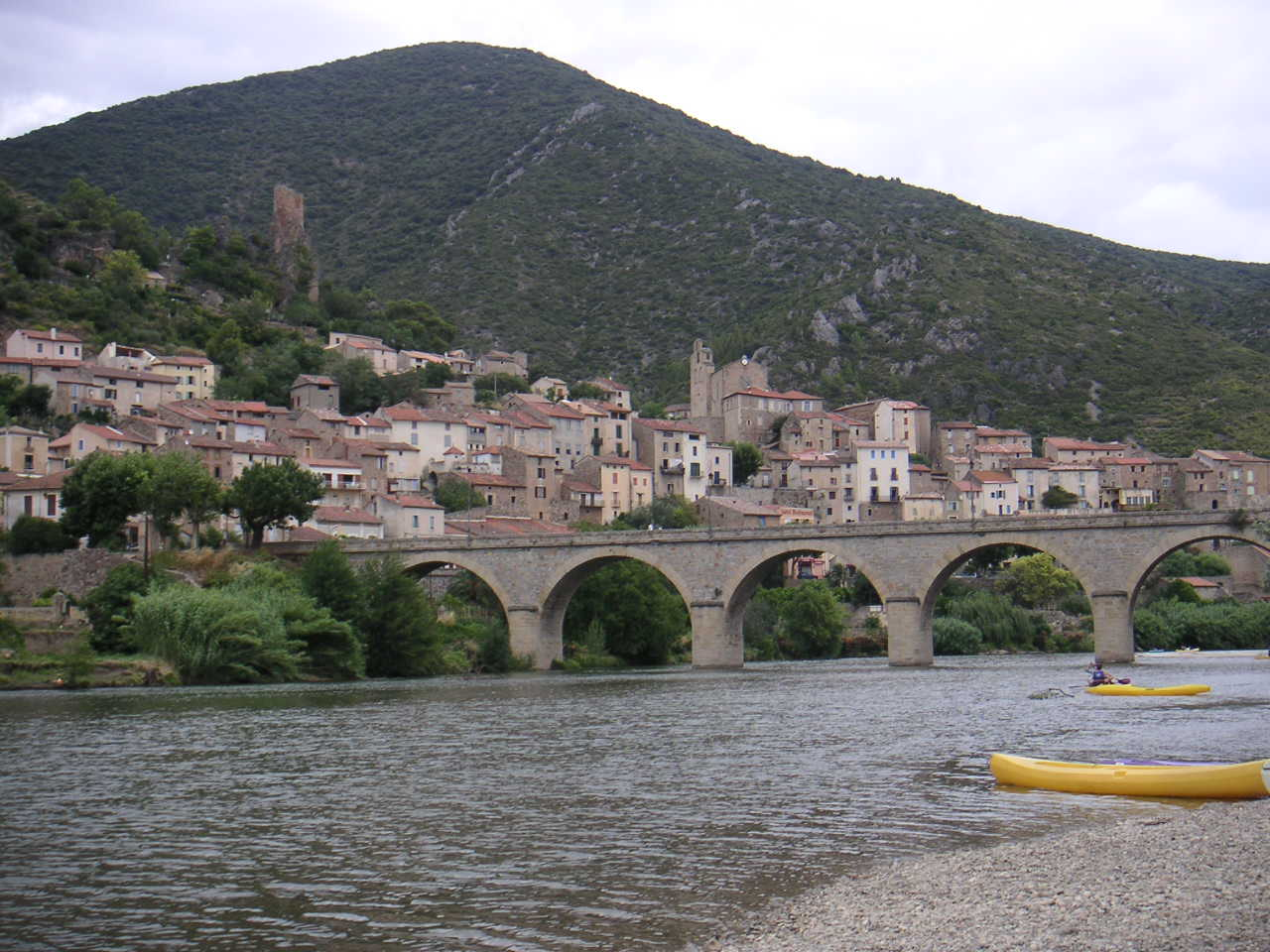
Le village de Roquebrun